# Mount Magnet
Mount Magnet is een plaats in de regio Mid West in West-Australië. Het is het centrum van West-Australiës langst continu in bedrijf zijnde goudmijngebied.

## Geschiedenis
De Barimaja Aborigines bewoonden de streek bij de aanvang van de Europese kolonisatie. In 1854 verkende landmeter Robert Austin de streek. Volgens hem was er goud en goede weidegrond te vinden. Austin noemde er een heuvel Mount Magnet omdat de rotsen op de top er zijn kompas door hun magnetische eigenschappen beïnvloedde. De aboriginesnaam voor Mount Magnet is Warramboo.
Vanaf 1878 vestigden er zich pastoralisten in de streek. George Woodley en Tom Sampey vonden in 1888 goud nabij Mount Magnet maar eisten pas in juli 1991 de eigendomsrechten op. Daarop zakten meer goudzoekers af naar de streek. In 1894 liet de overheid er een dorpssite opmeten. Mount Magnet werd het jaar daarop officieel gesticht en naar de nabijgelegen heuvel vernoemd.
Op 24 februari 1896 werd een eerste schooltje geopend maar het gebouw voldeed niet en twee jaar later, op 1 februari 1898 werd een nieuwe school geopend. In 1897 opende de spoorweg tussen Cue en Geraldton. De spoorweg liep door Mount Magnet. Tegen 1902 had Mount Magnet 14 hotels, werden er 2 plaatselijke dagbladen uitgegeven en waren er 30 goudmijnen in bedrijf. De belangrijkste goudmijn in die tijd was Hill 50. Door de Eerste Wereldoorlog viel de mijnbedrijvigheid er stil.
In de jaren 1930 opende de goudmijnen weer. Hill 50 opende in 1934 en de mijn produceerde tegen 1936 3.000 ons goud per jaar. Door de Tweede Wereldoorlog sloten veel goudmijnen weer maar Hill 50 bleef, weliswaar met minder mankracht, in bedrijf. In 1949 werd de hoofdader gevonden en het jaar erop werd er een nieuwe mijnschacht gegraven. In 1956 werd een ijzeren mijnschacht van Broken Hill overgebracht. In 1976 sloot de mijn. De spoorweg sloot in 1978. In de jaren 1980 werd de mijn terug geopend. Ze was in handen van Harmony Gold toen ze in 2007 weer sloot. In 2010 nam Ramelius Resources de Mount Magnet-activiteiten van Harmony Gold over en heeft er sindsdien verschillende dagbouwmijnen in bedrijf.

## Beschrijving
Mount Magnet is het administratieve en dienstencentrum van het lokale bestuursgebied (LGA) Shire of Mount Magnet.
In 2021 telde Mount Magnet 583 inwoners, tegenover 459 in 2006.
De belangrijkste economische sectoren zijn er de extensieve veeteelt, het toerisme en het mijnbedrijf. Het heeft een bibliotheek (gevestigd in het oude schoolgebouw), een zwembad, een openluchtcinema, een fitnesscentrum, enkele hotels, twee kerken, een caravanpark, een politiekantoor en een verplegingspost.

## Toerisme
Mount Magnet heeft een toerismekantoor waar men informatie kan krijgen over onder meer:
- de Heritage Walk, een wandeling langs het erfgoed van Mount Magnet
- de Mount Magnet Tourist Trail, een 37 kilometer lange toeristische autoroute door de streek
- het Amphitheatre, een natuurlijke amfitheater
- The Granites, een voor de Aborigines belangrijke plaats bestaande uit een rotsrichel, grotten en een geheime waterbron ('Gnamma' Hole)
- Lennonville, een nabijgelegen spookdorp uit de tijd van de goldrush, met een oud spoorwegperron
- het Mount Magnet Mining and Pastoral Museum, een streekmuseum met onder andere een oude machine om gouderts te verbrijzelen (En: Battery) en een tentoonstelling over de rabbit-proof fence
- het wildbloemenseizoen
- de Gascoyne Murchison Miners Pathway, een 970 kilometer lange toeristische autoroute langs de historische mijngebieden van de regio's Mid West en Gascoyne
- de Warramboor Hill Lookout, een uitkijkpunt met panoramisch uitzicht over de streek en de dagbouwgoudmijnen
- Miner's Cottage, een oud stenen mijnwerkershuisje nabij het spookdorp Boogardie

## Transport
Mount Magnet ligt 573 kilometer ten noordoosten van Perth, 342 kilometer ten oostnoordoosten van Geraldton en 80 kilometer ten zuiden van Cue, op het kruispunt van de Great Northern Highway, de Geraldton-Mount Magnet Road en de Mount Magnet-Sandstone Road. De N4 busdienst van Transwa tussen Geraldton en Meekatharra stopt in Mount Magnet en geeft in Mullewa aansluiting met de N3 busdienst naar Perth. Ook de bussen van Integrity Coach Lines stoppen in Mount Magnet.
Mount Magnet Airport (IATA: MMG - ICAO: YMOG) wordt door Skippers Aviation bediend.

## Klimaat
Mount Magnet kent een warm woestijnklimaat, BWh volgens de klimaatclassificatie van Köppen. De gemiddelde jaarlijkse temperatuur bedraagt er 21,3 °C. De gemiddelde jaarlijkse neerslag ligt rond 248 mm.